# Ђавоље језеро
Ђавоље језеро (енгл. Devils Lake) је језеро у Сједињеним Америчким Државама. Налази се на територији америчке савезне државе Северна Дакота. Површина језера износи 777 km².